# Alfred Kipkoech Arap Rotich

Militärbischof Rotich im Jahre 2011

Alfred Kipkoech Arap Rotich (* 27. Juli 1957 in Longisa) ist ein kenianischer Geistlicher und römisch-katholischer Bischof von Kericho.

## Leben
Alfred Kipkoech Arap Rotich empfing am 18. November 1983 die Priesterweihe.
Papst Johannes Paul II. ernannte ihn am 9. März 1996 zum Weihbischof in Nairobi und Titularbischof von Iulium Carnicum. Die Bischofsweihe spendete ihm der Erzbischof von Nairobi, Maurice Michael Kardinal Otunga, am 3. Juli desselben Jahres; Mitkonsekratoren waren Zacchaeus Okoth, Erzbischof von Kisumu, und Raphael S. Ndingi Mwana’a Nzeki, Koadjutorerzbischof von Nairobi.
Am 29. August 1997 wurde er zum Militärbischof von Kenia ernannt.
Papst Franziskus nahm am 30. Dezember 2016 seinen Rücktritt als Militärbischof an. Am 14. Dezember 2019 ernannte ihn der Papst zum Bischof von Kericho. Die Amtseinführung fand am 15. Februar des folgenden Jahres statt.